# 2013년 NBA 드래프트
2013년 NBA 드래프트(2013 NBA draft)는 2013년 6월 27일 뉴욕 브루클린의 바클레이스 센터에서 열렸다. 전미 농구 협회(NBA) 팀은 미국 아마추어 대학 농구 선수와 국제 선수를 포함한 기타 적격 선수를 차례로 선발했다. 스테이트팜이 후원자였다. 복권은 2013년 5월 21일에 열렸다. 이것은 이전에 뉴올리언스 호네츠로 활약한 후 새로운 펠리컨스 이름으로 뉴올리언스의 첫 번째 드래프트였다. 또한 2013-14 NBA 시즌이 끝난 후 2002년에 마지막으로 사용했던 이전 호니츠라는 이름으로 경기를 재개했기 때문에 이전 이름으로 샬럿 밥캣츠의 마지막 드래프트가 될 것이다. 드래프트의 첫 번째 픽인 앤서니 베넷은 그를 드래프트의 잠재적인 1순위 픽으로 간주하는 언론 매체가 매우 제한적이었다. 그는 리그를 돌아다니며 평균 5.2 PPG를 기록한 후 2017년 1월 브루클린 네츠에서 마침내 방출되었다.
이번 드래프트의 하이라이트는 밀워키 벅스가 전체 15순위로 야니스 아데토쿤보를 지명했다는 점이다. 드래프트에는 또한 최초의 캐나다인 1순위 종합 선택(앤서니 베넷), 최초의 캐나다인 1순위 복권 선택(베넷 및 켈리 올리닉), 첫 번째 이란 드래프트 선택(아르살란 카제미), 최초의 뉴질랜드인 1라운드 선택(스티븐 애덤스)이 포함되었다. 당시 NBA 커미셔너 데이비드 스턴이 발표한 최종 1라운드 드래프트 선택이 포함되었으며, 마지막에는 1984년 NBA 드래프트에서 스턴이 발표한 첫 번째 선택인 하킴 올라주원의 방문이 포함되었다. 그는 2014년 NBA 드래프트부터 현 커미셔너인 아담 실버(Adam Silver)로 교체되었다.